# Irène Starewitch
Irène Starewitch (née Irina Vladislavovna Starewicz le 24 septembre 1907 et morte le 15 décembre 1992 à Fontenay-sous-Bois) est une scénariste, réalisatrice et animatrice du cinéma d'animation français.

## Biographie
Fille ainée de Ladislas Starewitch, elle l'a assisté dans ses créations jusqu'à ce qu'elle devienne aveugle dans les années 1940.

## Filmographie partielle
Comme réalisatrice
(en co-réalisation avec Ladislas Starewitch)
- 1933 : Fétiche mascotte
- 1934 : Fétiche prestidigitateur
- 1935 : Fétiche se marie
- 1936 : Fétiche en voyage de noces
- 1937 : Le Roman de Renard